# Donor
Donor (tudi donator ali dajalec) je atom dopanta, ki se dodaja polprevodniku, da dobimo n-tip polprevodnika. Kadar hočemo dobiti n-tip polprevodnika moramo dopirati polprevodnik iz četrte skupine elementov z elementom iz dušikove skupine periodnega sistema elementov (skupino sestavljajo dušik (N), fosfor (P), arzen (As), antimon (Sb), bizmut (Bi)). Običajno se za to vrsto dopiranja uporabljajo fosfor (P), arzen (As), antimon (Sb) ali bizmut (Bi). Ko se v kristalni mreži nadomesti en atom silicija z atomom dopanta, ostane eden izmed njegovih elektronov šibko vezan in se lahko giblje po kristalni mreži in deluje kot nosilec električnega toka. Atom donorja postane pozitivno nabit.